# Terceira Guerra Messênia
A Terceira Guerra Messênia foi a terceira das três guerras entre Esparta e a Messênia, e faz parte das Guerras Messênias. A guerra começou quando um grande terremoto destruiu praticamente toda Esparta e deixou-a sem homens. Os messênios ocuparam Ithomê com ajuda dos hilotas, que se uniram à revolta. Ao final da guerra, sem sucesso, os messênios se estabeleceram em Naupacto, cidade que os atenienses os deram para refúgio.

## O terremoto
Em 464 a.C. [carece de fontes?], no quarto ano do reinado de Arquídamo II, ocorreu um grande terremoto em Esparta, o maior terremoto jamais visto na história grega, até a época de Plutarco.

## Início da revolta
O terremoto foi aproveitado pelos hilotas para se revoltarem, mas Arquídamo, prevendo isso, deu o sinal de ataque inimigo; foi isto que salvou Esparta, porque os hilotas, vendo que os espartanos estavam preparados, voltaram às suas cidades e iniciaram uma guerra aberta, com ajuda de alguns periecos e dos messênios.